# Brigitte Beraha
 Brigitte Beraha  (* 1977 in Mailand, Italien) ist eine britische Jazzsängerin und Songwriterin.

## Leben
Berahas Eltern stammen aus Großbritannien und aus der Türkei; sie wuchs in Monaco auf und zog 1996 nach London, um zunächst am Goldsmiths College Musik zu studieren, bevor sie zur Guildhall School of Music wechselte. Dort lernte sie Ivo Neame und Phil Donkin, kennen, mit denen sowie mit dem Trompeter Joe Auckland sie ihr Album Flying Dreams (2009) aufnahm, das sich in der kammermusikalischen Besetzung auf die Formation Azimuth bezieht. Im Bereich des Jazz war sie zwischen 2004 und 2013 an sechs Aufnahmesessions beteiligt, u. a. mit Rick Simpson, Andy Hague und Reuben Fowler (Between Shadows, 2013); ferner trat sie mit Gareth Williams auf. Zu hören ist sie auch auf Yazz Ahmeds Album A Paradise in the Hold (2025).
Beraha lehrt Jazzgesang an der Guildhall School of Music und am Welsh College of Music & Drama.
Beraha wurde 2021 in der Kategorie Jazzsänger des Jahres für die Parliamentary Jazz Awards nominiert.

## Diskografische Hinweise
- Prelude to a Kiss (2004, mit Ingrid Laubrock, Barry Green, Phil Donkin, George Hart)
- Babelfish (2012, mit Barry Green, Chris Laurence, Paul Clarvis)
- Brigitte Beraha & John Turville with Bobby Wellins: Red Skies (2013)
- Lucid Dreamers: Blink (2022)